# Parque nacional de Sete Cidades

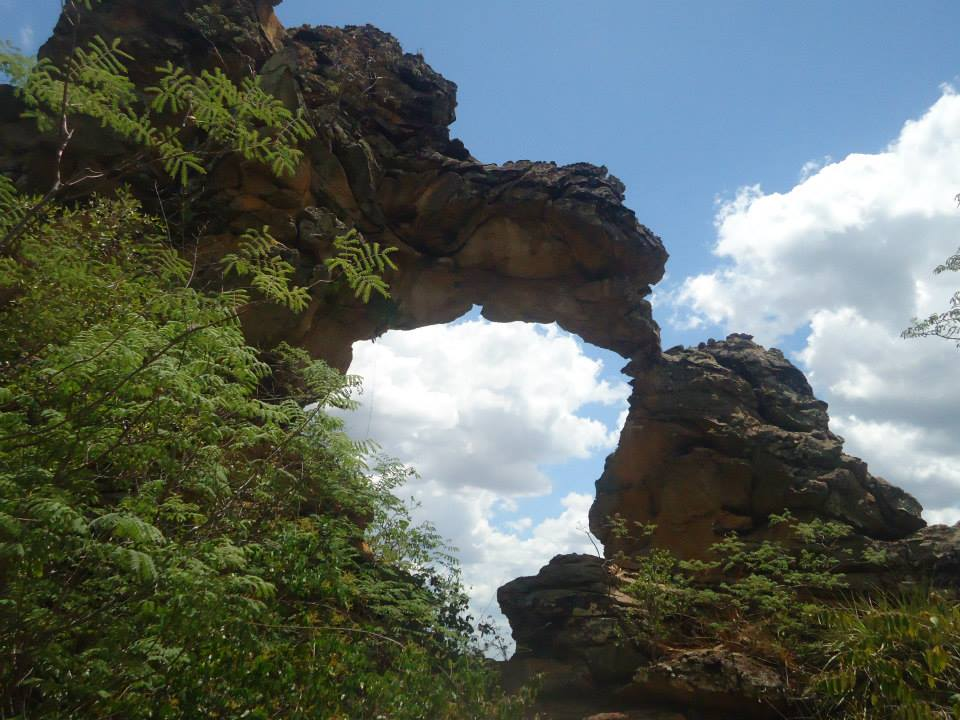
Parque nacional Siete Ciudades.

El Parque nacional Siete Ciudades (Parque nacional Sete Cidades en portugués) es un área protegida de Brasil, de plena protección de la naturaleza, que se encuentra en la zona norte del estado de Piauí. El territorio del parque se distribuye por los municipios de Brasileira y Piracuruca.
El parque fue creado en un área de 6304 hectáreas a través del Decreto N ° 50.744 del 5 de junio de 1961. Su administración ahora recae en el Instituto Chico Mendes para la Conservación de la Biodiversidad (ICMBio), una entidad local vinculada al Ministerio de Medio Ambiente, y protegida por el Decreto 84 017, que aprueba el Reglamento de los Parques Nacionales de Brasil. El parque se encuentra a unos 18 km de Piracuruca.
El acceso desde la capital Teresina debe ser a través de la carretera BR-343, llegando a Piripirí, PI, seguida de la BR-222 hacia Fortaleza, CE, y 10 km después, en el km 64, inicia la entrada del parque. Viniendo desde Fortaleza por la BR-222, se encuentra al lado derecho, en el km 64. 